# Thermodynamique endoréversible
 (décembre 2023).
La thermodynamique endoréversible est une approche de l'optimisation des cycles thermodynamiques fondée sur la thermodynamique irréversible visant à formuler des hypothèses plus réalistes sur le transfert de chaleur que celles généralement formulées en thermodynamique réversible. Les limites supérieures sur la puissance pouvant être dérivée lors d'un processus réel est inférieure à celle prédite par Carnot pour un cycle de Carnot, et tient compte de la destruction exergique se produisant lorsque la chaleur est transférée de manière irréversible, ainsi que du temps nécessaire à compléter le cycle thermodynamique.
On l'appelle également thermodynamique en temps fini, ou optimisation thermodynamique.

## Histoire
La thermodynamique endoréversible a été découverte à plusieurs reprises, avec Reitlinger (1929), Novikov (1957), et Chambadal (1957), bien qu'elle soit attribuée le plus souvent à Curzon & Ahlborn (1975).
Considérons un moteur thermique semi-idéal, dans lequel le transfert de chaleur n'est pas instantanée, selon la loi de conduction thermique de Fourier : {\displaystyle {\dot {Q}}\propto \Delta T}, mais les autres opérations (par exemple les transformations adiabatiques) se produisent instantanément.
L'efficacité maximale d'un tel cycle est celle d'un cycle de Carnot, cependant elle n'est atteinte que si le transfert de chaleur est réversible (quasistatique), prenant ainsi un temps infini. À puissance maximale, le rendement d'un cycle endo-réversible est le rendement Chambadal – Novikov :
{\displaystyle \eta =1-{\sqrt {\frac {T_{L}}{T_{H}}}}=1-{\sqrt {1-\eta _{Carnot}}}}
Avec {\displaystyle T_{H}} la température de la source chaude et {\displaystyle T_{L}} celle de la source froide.
En raison de la confusion autour des origines de cette équation, elle est parfois appelée efficacité de Chambadal – Novikov – Curzon – Ahlborn.

### Dérivation
La dérivation suivante est extraite de Curzon & Ahlborn.
On considère un moteur thermique avec un seul fluide de travail. D'un côté, le fluide a une température {\displaystyle T_{H}'} et est en contact direct avec la source chaude. De l'autre côté, il y a de la température {\displaystyle T_{L}'}, et est en contact direct avec la source froide.
Le flux de chaleur entrant dans le moteur est {\displaystyle {\dot {Q}}_{H}=k_{H}(T_{H}-T_{H}')}, où {\displaystyle k_{H}} est le coefficient de conduction thermique. Le flux de chaleur sortant du moteur est de même {\displaystyle {\dot {Q}}_{L}=k_{L}(T_{L}'-T_{L})}. La puissance du moteur est donnée par le premier principe de la thermodynamique appliqué le long du cycle {\displaystyle {\dot {W}}={\dot {Q}}_{H}-{\dot {Q}}_{L}}.
Puisque l'efficacité est inférieure à celle d'un cycle de Carnot {\displaystyle \eta ={\frac {\dot {W}}{{\dot {Q}}_{H}}}\leq 1-{\frac {T_{L}'}{T_{H}'}}}, il vient alors un problème d’optimisation de contraintes :{\displaystyle {\begin{cases}\max _{T_{H}',T_{L}'}{\dot {W}}\\{\frac {\dot {W}}{{\dot {Q}}_{H}}}\leq 1-{\frac {T_{L}'}{T_{H}'}}\end{cases}}}Ce problème peut être résolu par des méthodes classiques, telles que les multiplicateurs de Lagrange, on obtient alors :{\displaystyle T_{H}'=x{\sqrt {T_{H}}};\quad T_{L}'=x{\sqrt {T_{L}}};\quad x={\frac {k_{H}{\sqrt {T_{H}}}+k_{L}{\sqrt {T_{L}}}}{k_{H}+k_{L}}}}Pour ces températures, le rendement du moteur prend un forme particulièrement simple {\displaystyle \eta =1-{\sqrt {\frac {T_{L}}{T_{H}}}}}.
En particulier, si {\displaystyle k_{L}\gg k_{H}}, il vient{\displaystyle T_{H}'={\sqrt {T_{H}T_{L}}};\quad T_{L}'=T_{L}}Cette limite est particulièrement adaptée aux centrales électriques, où le fluide de travail doit rapidement échanger de la chaleur avec la source chaude (cœur du réacteur nucléaire, four à charbon, etc.), mais peut passer plus de temps avec la source froide (atmosphère ouverte, grand plan d'eau, etc.).

### Données expérimentales
Pour certains cycles typiques, l'équation ci-dessus (qui doit être utilisée avec des températures absolues) donne les résultats suivants ,:
| Centrale électrique                                             | {\displaystyle T_{L}} (°C) | {\displaystyle T_{H}} (°C) | {\displaystyle \eta } (Carnot) | {\displaystyle \eta } (Endoréversible) | {\displaystyle \eta } (Observé) |
| --------------------------------------------------------------- | -------------------------- | -------------------------- | ------------------------------ | -------------------------------------- | ------------------------------- |
| Centrale électrique au charbon de West Thurrock ( Royaume-Uni ) | 25                         | 565                        | 0,64                           | 0,40                                   | 0,36                            |
| Centrale nucléaire CANDU ( Canada )                             | 25                         | 300                        | 0,48                           | 0,28                                   | 0,30                            |
| Centrale géothermique de Larderello ( Italie )                  | 80                         | 250                        | 0,33                           | 0,178                                  | 0,16                            |

L’efficacité endoréversible modélise de manière beaucoup plus précise les efficacité de ces centrales, qui sont optimisé pour fournir une puissance électrique maximale.

## Voir également
Une introduction à la thermodynamique et aux cycles endoréversibles est donnée dans la thèse de Katharina Wagner. Ce concept est également introduit par Hoffman et al.,
On peut trouver une discussion plus approfondie dans le livre de Hans Ulrich Fuchs.